# ديانا مورغان (كاتبة)
ديانا مورغان (بالإنجليزية: Diana Morgan)‏ (1913)؛ كاتِبة وروائية بريطانية.